# 馬里亞納島鼻魚
馬里亞納島鼻魚，為輻鰭魚綱鱸形目刺尾魚亞目刺尾魚科的其中一個種，於1992年由美國人、魚類學家John Ernest Randall和海洋生物學家 Lori Jane Bell Colin首次正式描述，其模式產地為馬紹爾群島埃尼威塔克環礁東海峽的北側。分布於太平洋區，從馬里亞納群島至法屬波里尼西亞海域，棲息深度3-36公尺，本魚體呈橢圓形且側扁，尾柄上的脊骨呈橢圓形，脊骨是向外突出但不尖銳的刺，身體整體顏色為藍灰色或灰棕色，它們沿著側面形成一系列不規則的斑點或條文，背鰭硬棘6-7枚、背鰭軟條27-30枚、臀鰭硬棘2枚、臀鰭軟條27-30枚，體長可達45.6公分，棲息在水質清澈的礁石區、珊瑚礁區，單獨或成群活動，以浮游動物為食。

## 擴展閱讀
維基物種上的相關：馬里亞納島鼻魚